# Paracyclotaenia strandi
Paracyclotaenia strandi – gatunek chrząszcza z rodziny kózkowatych i podrodziny zgrzypikowych. Jedyny przedstawiciel rodzaju Paracyclotaenia.

## Zasięg występowania
Gatunek ten występuje w Afryce Środkowej, notowany w Gabonie.